# Decimus
Decimus (afkorting: D.) was een praenomen in het Romeinse Rijk. 

## Herkomst van de naam
De naam werd gebruikt vanaf het prille begin van de Romeinse geschiedenis tot aan de Val van het West-Romeinse Rijk, maar is ook nadien nog in gebruik gebleven. Het preanomen Decimus was van invloed op de naamgeving van de Gens Decimia. Decimus werd vooral gebruikt binnen de stand der plebejers en was populair binnen de plebejische Gens Junia. Aanvankelijk was Decimus een vrij ongebruikelijke naam, maar in de loop der tijd nam de populariteit steeds meer toe.
Net als de namen Sextus (zesde) en Quintus (vijfde), was ook Decimus afgeleid van een cijfer (tiende). Het praenomen Decimus werd namelijk oorspronkelijk gegeven aan de tiende geboren zoon of aan zonen geboren in de tiende maand van het Romeinse jaar. Uiteindelijk speelde deze betekenis geen rol meer en kon de naam aan elke zoon gegeven worden, ongeacht wanneer hij geboren was. De naam ging ook vaak over van vader op zoon en bleef zodoende in de familie.
Het Oskische praenomen Decius of Deciis heeft dezelfde achtergrond als Decimus en stond aan de basis van de naam van de Gens Decia.
Er bestaat ook een vrouwelijke vorm van de naam: Decima.

## Bekende dragers van de naam
- Decimus Clodius Septimius Albinus (140/150-197), opstandige keizer.
- Decimus Iunius Brutus
- Decimus Iunius Brutus Callaicus
- Decimus Iunius Iuvenalis (± 60 - tussen 133 en 140), Latijns satirendichter.
- Decimus Iunius Silanus
- Decimus Iunius Silanus Torquatus
- Decimus Magnus Ausonius (±310 – 393), Latijns dichter.
- Decimus Valerius Asiaticus